# Галібат (Аляска)
Галібат (англ. Halibut Cove) — переписна місцевість (CDP) в США, в окрузі Кенай штату Аляска. Населення — 60 осіб (2020).

## Географія
Галібат розташований за координатами 59°34′25″ пн. ш. 151°13′27″ зх. д. / 59.57361° пн. ш. 151.22417° зх. д. (59.573672, -151.224192).  За даними Бюро перепису населення США в 2010 році переписна місцевість мала площу 29,75 км², з яких 21,54 км² — суходіл та 8,21 км² — водойми.

## Демографія
Згідно з переписом 2010 року, у переписній місцевості мешкало 76 осіб у 34 домогосподарствах у складі 21 родини. Густота населення становила 3 особи/км².  Було 161 помешкання (5/км²).
Расовий склад населення:
| - 86,8 % — білих - 6,6 % — корінних американців |

До двох чи більше рас належало 6,6 %. Частка іспаномовних становила 1,3 % від усіх жителів.
За віковим діапазоном населення розподілялося таким чином: 10,5 % — особи молодші 18 років, 75,0 % — особи у віці 18—64 років, 14,5 % — особи у віці 65 років та старші. Медіана віку мешканця становила 47,5 року. На 100 осіб жіночої статі у переписній місцевості припадало 117,1 чоловіків;  на 100 жінок у віці від 18 років та старших — 119,4 чоловіків також старших 18 років.
Цивільне працевлаштоване населення становило 6 осіб. Основні галузі зайнятості: мистецтво, розваги та відпочинок — 100,0 %.